# José Robles Pazos
José Robles Pazos (Santiago de Compostel·la, 1897 - València?, 1937 o 1938) va ser un traductor i professor de castellà a la Universitat John Hopkings de Baltimore. Fou traductor de l'obra de John Dos Passos, de qui va ser amic personal i durant la Guerra Civil espanyola va treballar de traductor pel Ministeri de la Guerra.
Bon coneixedor de l'idioma rus, va ser nomenat tinent coronel pel govern republicà i assignat com a traductor i col·laborador del general rus Vladimir Gorev, un dels herois de la defensa de Madrid.
El desembre del 1937, quan es trobava a València al servei de la delegació russa a l'Espanya republicana, fou detingut per suposats contactes amb la Cinquena columna. Se suposa que Robles fou torturat i assassinat pels serveis secrets russos, tot i que mai es va localitzar el seu cos. La seva desaparició va generar la indignació del seu amic Dos Passos, el qual reclamà insistentment els motius que l'havien provocat a les autoritats militars republicanes, les quals semblaven ignorar les causes que l'havien fet caure en desgràcia davant els agents de Stalin a Espanya. Finalment, el fet que Ernest Hemingway banalitzés la mort de Robles i en certa manera la justifiqués, va ser l'inici del trencament de l'amistat entre els dos novelistes nord-americans.